# Frog & Spiders
Frog & Spiders (フロッグ&スパイダー?, Furoggu & Supaidā) è uno sparatutto a schermata fissa per arcade, sviluppato e pubblicato dalla Taito nel 1981.

## Modalità di gioco
Frog & Spiders si compone di tre ripetitivi livelli. Il giocatore controlla una rana e il suo scopo sarà eliminare a suon di spari dei ragni, i quali sullo schermo se ne stanno appollaiati sulle loro tele o camminano sulla grande tessuta ragnatela. Altri bersagli da centrare sono delle api che sbucano dall'alveare e scendono in formazione sullo stile delle astronavi di Galaga.
La rana si muove in ambedue le direzioni e deve impiegare più di un colpo per uccidere un ragno; quando viene sparato una sola volta cade e il suo cadavere, se non sparato la seconda volta, potrebbe finirle addosso e una vita viene persa. L'anfibio ha anche la capacità di saltare, utile per evitare il serpente che sbuca in uno dei bordi inferiori dello schermo. Tuttavia bisogna fare attenzione mentre si salta, perché c'è il rischio di schiantare coi nemici stessi. E pure in questo caso viene perduta una vita.
Vi sono due invincibili nemici che mettono a dura prova il giocatore nel corso della partita, ovvero uno scoiattolo e mamma ragno. Il primo è situato sul ramo dell'albero e lancia contro la rana delle ghiande. La seconda appare solo nel secondo livello al centro della ragnatela; lei attacca normalmente e, se viene colpita un certo numero di volte regala un bonus di 2000 punti. Tra tutti i livelli il terzo risulta essere quello più complesso, poiché la rana dovrà saltare da una ninfea all'altra.
Infine, vengono guadagnati punteggi maggiori riuscendo a far mangiare alla rana un ragno mentre salta, oppure se si prova a proteggere una libellula o una farfalla intrappolate dalla ragnatela. Il giocatore nel caso bersagliasse per sbaglio uno di questi insetti verrebbe penalizzato di 100 punti.